# Diamond Valley Lake
Le Diamond Valley Lake est un lac de barrage de l'État américain de Californie, près d'Hemet. C'est l'un des plus grands lacs de barrage en Californie du Sud et aussi l'un des plus récents.